# Remington (Indiana)
Remington – miasto w Stanach Zjednoczonych, w stanie Indiana, w hrabstwie Jasper.